# Stanislav Lusk
Stanislav Lusk (ur. 12 listopada 1932 w Trzeboniu, zm. 6 maja 1987 w Pradze) – czeski wioślarz reprezentujący Czechosłowację, dwukrotny medalista olimpijski.
Wystąpił na igrzyskach olimpijskich w Helsinkach w 1952 roku, gdzie osada Czechosłowacji w składzie: Karel Mejta, Jiří Havlis, Jan Jindra, Stanislav Lusk i Miroslav Koranda (sternik) zdobyła złoty medal w czwórkach ze sternikiem. W finale o 3,1 sekundy pokonali Szwajcarię, a o 3,6 sekundy wyprzedzili osadę USA. Na rozgrywanych cztery lata później igrzyskach olimpijskich w Melbourne startował w ósemkach, odpadając w ósemkach. Brał też udział w igrzyskach olimpijskich w Rzymie w 1960 roku, gdzie Czechosłowacy w składzie: Bohumil Janoušek, Jan Jindra, Jiří Lundák, Stanislav Lusk, Václav Pavkovič, Luděk Pojezný, Jan Švéda, Josef Věntus i Miroslav Koníček zdobyli brązowy medal w ósemkach. W wyścigu finałowym uplasowali się 7,66 sekundy za Wspólną Reprezentacją Niemiec i o 3,32 sekundy za osadą Kanady.
W czwórkach ze sternikiem zdobył też złoto na mistrzostwach Europy w Kopenhadze (1953) i brąz na mistrzostwach Europy w Amsterdamie (1954). Ponadto wywalczył trzy medale w ósemkach: złoto na mistrzostwach Europy w Bledzie (1956), srebro na mistrzostwach Europy w Mâcon (1959) i brąz na mistrzostwach Europy w Duisburgu (1957).